# San Francesco a Ripa
San Francesco a Ripa, även benämnd San Francesco d'Assisi a Ripa Grande, är en församlingskyrka i Rione Trastevere i sydvästra Rom. Kyrkan är helgad åt Franciskus av Assisi och "ripa" syftar på flodstranden vid Tibern. Den nuvarande kyrkan påbörjades 1603 av Onorio Longhi och fullbordades av Mattia de Rossi.
I vänster tvärskepp finns Giovanni Lorenzo Berninis skulptur som avbildar den saliga Ludovica Albertoni.
I det första kapellet på höger hand har Domenico Guidi utfört en byst föreställande kardinal Michelangelo Ricci.
I det tredje kapellet på vänster hand har Lorenzo Ottoni utfört en byst föreställande kardinal Orazio Mattei.
I kyrkan är den vördnadsvärde prästen Antonino Natoli da Patti (1539–1618) begravd.
I anslutning till första sidokapellet på höger hand befinner sig Giorgio de Chiricos grav.

## Titelkyrka
San Francesco d'Assisi a Ripa Grande är sedan år 1960 titelkyrka.
Kardinalpräster
- Laurean Rugambwa (1960–1997)
- Norberto Rivera Carrera (1998–)

## Bilder
| - Saliga Ludovica Albertoni av Bernini. - Kupolen i Cappella di San Michele. - Byst föreställande kardinal Orazio Mattei, utförd av Lorenzo Ottoni. - Byst föreställande kardinal Michelangelo Ricci, utförd av Domenico Guidi. - Giorgio de Chiricos grav. |